# Oenanthe millefolia
Oenanthe millefolia är en flockblommig växtart som beskrevs av Victor von Janka. Oenanthe millefolia ingår i släktet stäkror, och familjen flockblommiga växter. Inga underarter finns listade i Catalogue of Life.